# Kurt Albert Gerlach

Kurt Albert Gerlach (vor 1922)

Kurt Albert Gerlach (* 22. August 1886 in Hannover; † 19. Oktober 1922 in Frankfurt am Main) war ein deutscher Wirtschaftswissenschaftler und Soziologe, der an der Universität Kiel und der RWTH Aachen lehrte. Gerlach befasste sich vor allem mit sozialpolitischen Fragen, stand sozialistischen und (anarcho-)syndikalistischen Ideen nahe. Er war Initiator des Frankfurter Instituts für Sozialforschung, starb aber, bevor er den Posten des Gründungsdirektors antreten konnte.

## Leben
Der Sohn des späteren Direktors der Continental AG und Kommerzienrats Albert Gerlach und dessen Ehefrau Martha Friedmann studierte Soziologie, Rechtswissenschaft, Wirtschaftswissenschaft und Chemie an den Universitäten Göttingen und Kiel. Nach einem Aufenthalt in Kopenhagen wurde er 1911 mit einer Arbeit über Dänemarks Stellung in der Weltwirtschaft (unter besonderer Berücksichtigung der Handelsbeziehungen zu Deutschland, England und Skandinavien) bei Ferdinand Tönnies an der Universität Kiel promoviert.
Für zwei jeweils halbjährige Forschungsaufenthalte ging er 1911 und 1912 nach London (London School of Economics), Oxford und Cambridge. In dieser Zeit schloss er sich der sozialistischen Fabian Society an. Mit der während seines Englandaufenthaltes entstandenen Schrift Die Bedeutung des Arbeiterinnenschutzes. Eine Studie an der Entwicklung der englischen Fabrikgesetze wollte er sich 1913 zunächst bei Robert Wilbrandt in Tübingen habilitieren. Wegen der übermäßigen Überarbeitungsforderungen eines Tübinger Zweitgutachters wich er aber an die Universität Leipzig aus, wo er die Lehrberechtigung für Nationalökonomie erhielt und als Privatdozent im Sommersemester 1914 Sozialpolitik lehrte. 1914 war er Herausgeber der Zeitschrift Der Staatsbürger, die jedoch mit Beginn des Ersten Weltkriegs eingestellt werden musste. Während des Krieges diente er von 1914 bis 1916 als Sanitäts-Kraftfahrer. Nach seiner krankheitsbedingten Entlassung (wegen Diabetes) ließ er sich 1916 von Leipzig nach Kiel umhabilitieren, wo er am Institut für Weltwirtschaft bei Bernhard Harms und seinem Doktorvater Tönnies arbeitete und 1918 an der Universität Kiel zum – unbesoldeten – Titularprofessor für Wirtschaftliche Staatswissenschaften ernannt wurde.
Während der Novemberrevolution wurde Gerlach Mitglied der SPD. Im Herbst 1919 wechselte er zur USPD, um sich schließlich dem Anarchosyndikalismus anzuschließen. Er verfasste Artikel für die Zeitschrift Der Syndikalist.
1919 wurde er als Vertretungsprofessor für Volkswirtschaftslehre an die Technische Hochschule Aachen berufen, 1921 kehrte er als (nichtbeamteter) außerordentlicher Professor für Wirtschaftliche Staatswissenschaften nach Kiel zurück. Als der Verein für Sozialpolitik 1920 Experten zu einer Reform der staatswissenschaftlichen Studien befragte, trat Gerlach als der jüngste und zugleich radikalste unter den Gutachtern hervor. Zum Wintersemester 1922 erhielt er einen Ruf auf die ordentliche Professur für Sozialforschung an der Universität Frankfurt am Main. Kurz vor der Berufung zum ersten Direktor des dortigen Instituts für Sozialforschung starb er im Oktober desselben Jahres an der Zuckerkrankheit. Die Gründung des Instituts durch den Mäzen Felix Weil ging auf Gerlachs Initiative zurück. Dieser hatte bereits ein ausführlicheres Forschungsprogramm in Form einer Denkschrift zu Papier gebracht. An seiner Stelle wurde Carl Grünberg zum Gründungsdirektor ernannt.
Seine geschiedene Frau Christiane Gerlach heiratete 1921 Richard Sorge. Dieser wiederum war Gerlachs Assistent am IfW gewesen und folgte ihm nach Frankfurt. Er war auch entscheidend an der Marxistischen Arbeitswoche zu Pfingsten 1923 beteiligt.

## Schriften (Auswahl)
- Dänemarks Stellung in der Weltwirtschaft. Unter besonderer Berücksichtigung der Handelsbeziehungen zu Deutschland, England und Skandinavien. Jena 1911.
- Die Bedeutung des Arbeiterinnenschutzes (Habilitationsschrift). München/Leipzig 1913.
- Vom Tode. Blätter aus dem Tagebuche eines Sanitäts-Kraftfahrers. Kiel 1917.
- Die Frau und das Genossenschaftswesen. Jena 1918.